# 최성원 (농구 선수)
최성원(1995년 11월 4일~)은 대한민국의 농구 선수로, 현재 안양 정관장 레드부스터스 소속의 가드이다.